# HD133792
HD133792 — хімічно пекулярна зоря спектрального класу A0, що має видиму зоряну величину в смузі V приблизно  6,3.
Вона  розташована на відстані близько 555,6 світлових років від Сонця.

## Пекулярний хімічний склад
Зоряна атмосфера HD133792 має підвищений вміст 
Cr
.